# Caricatore STANAG

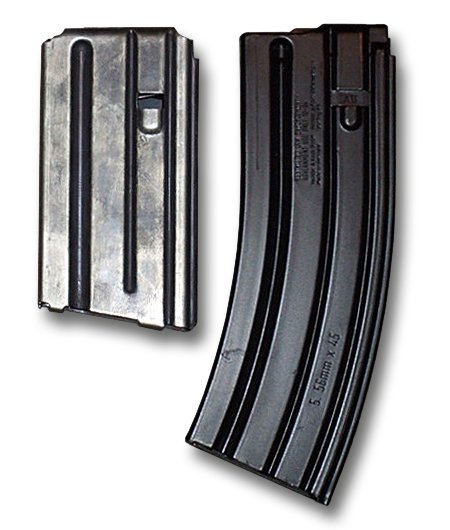
Due caricatori STANAG, uno da 20 colpi prodotto dalla Colt e uno da 30 colpi "ad alta affidabilità" prodotto dalla Heckler & Koch

Un caricatore STANAG 4179 o caricatore NATO è un tipo di caricatore rimovibile proposto dalla NATO come standard nell'ottobre del 1980.

## Storia
Poco dopo l'accettazione da parte della NATO della  cartuccia 5,56 × 45 mm NATO, fu proposta la Standardization Agreement (STANAG) 4179 così da facilitare lo scambio di munizioni e caricatori durante operazioni, al livello del singolo soldato, e semplificare i problemi logistici. Il caricatore inizialmente proposto era ideato per il fucile d'assalto statunitense M16. Successivamente molte nazioni NATO, ma non tutte, svilupparono o acquistarono armi capaci di utilizzare questi caricatori. Lo standard, però, non fu mai ratificato, e rimane un "Draft STANAG" ("bozza di STANAG").

## Caratteristiche
I caricatori STANAG possono essere prodotti per qualunque capacità, ma quelli generalmente usati contengono 20 o 30 cartucce da 5,56 mm. Vengono prodotti anche caricatori a scatola da 40 o 50 cartucce, caricatori a tamburo da 90 cartucce e un tipo di Beta C-Mag da 100 cartucce. La Magpul ha ottenuto un brevetto per un caricatore quadrifiliare STANAG da 60 cartucce ed un altro è stato messo in commercio da SureFire nel dicembre del 2010 con il nome di High Capacity Magazine (o HCM, "caricatore ad alta capienza") con una capacità dalle 60 alle 100 cartucce.
I caricatori STANAG 4179, pur essendo abbastanza compatti rispetto ad altri tipi contenenti il 5,56 NATO, sono stati spesso criticati per la loro scarsa affidabilità e la tendenza ad incepparsi se non vengono trattati con un'attenzione che non può sempre essere data sul campo. Siccome lo STANAG 4179 è solo uno standard di dimensioni, la qualità di produzione varia da un'azienda all'altra. Alcuni sono prodotti con un leggero corpo in plastica o alluminio o altri materiali poco costosi per ridurne il prezzo, o per raggiungere alcuni standard che vedono il caricatore più come un pezzo di equipaggiamento monouso piuttosto che uno che deve sottostare ripetuti usi.
Questi problemi sono stati affrontati da vari produttori, in particolare la Heckler & Koch, che ha progettato un nuovo caricatore da 30 colpi STANAG-compatibile durante il contratto di miglioramento dell'Enfield SA-80 per il Regno Unito. Oggi vari produttori offrono caricatori migliorati di questo tipo e miglioramenti per altri quali corpo in acciaio di buona qualità, molla in cromo-silicio resistente alla ruggine e al bloccaggio e l'elevatore (la parte sopra alla molla che spinge in alto le cartucce) anti-inclinante.
Nel marzo del 2009, la Brownells iniziò la distribuzione dei suoi caricatori migliorati all'esercito statunitense. Questi sono dotati di una molla più pesante e più resistente alla corrosione ed un elevatore anti-inclinante color tan.
Alcune armi, anche se non originalmente intese per caricatori STANAG, possono essere convertite per loro uso. Un esempio è l'austriaca Steyr AUG, per la quale è disponibile una cassa NATO STANAG esclusivamente destrimano. Anche la tedesca Heckler & Koch G36 include un sistema di "ricettacolo di caricatore modulare". Questo permette di cambiare dagli originali caricatori traslucidi ai caricatori STANAG standard. La Magnolia States Armory offre anche un adattatore per l'uso di caricatori STANAG in fucili Galil calibro .223, ed uno che funziona in armi su base AK-47 quali quelle della Saiga, Norinco e della serie WASR in calibro .223.

## Galleria d'immagini

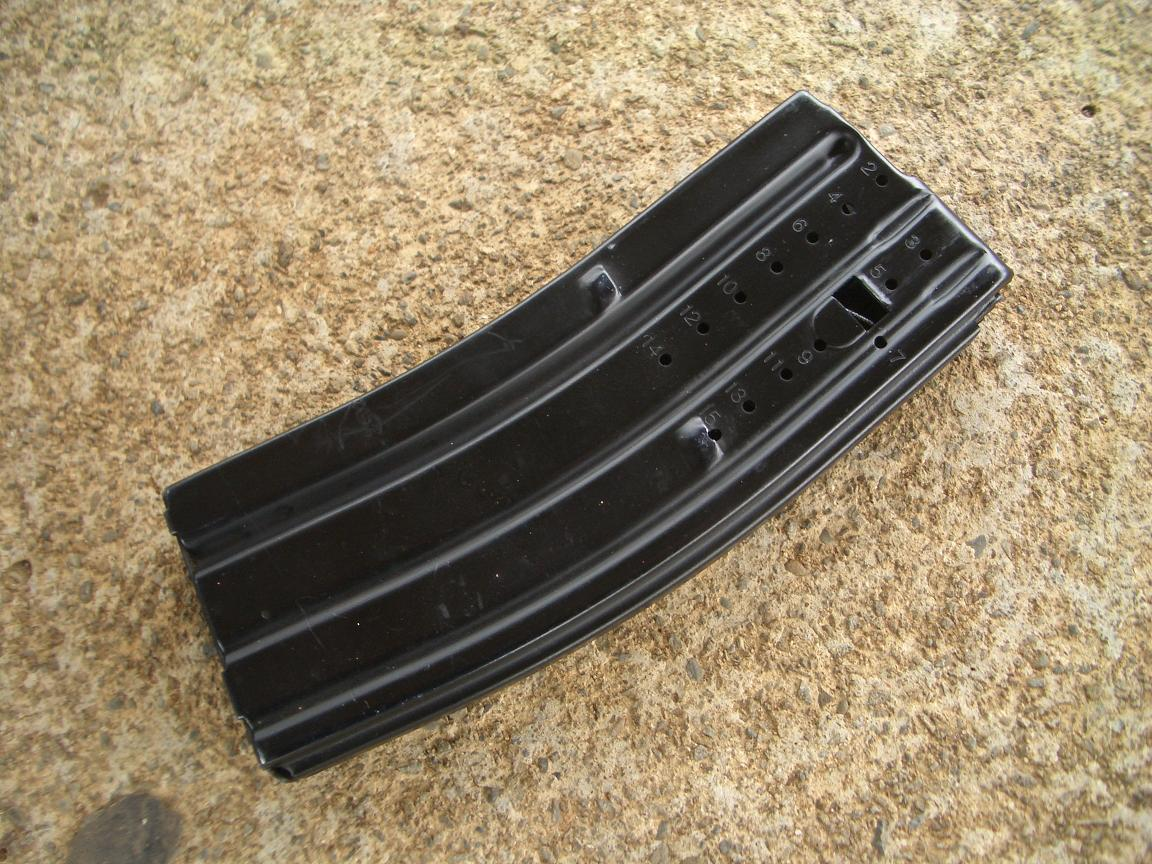
Caricatore STANAG 30 colpi con indicatore di colpi rimanenti per fucile T91.
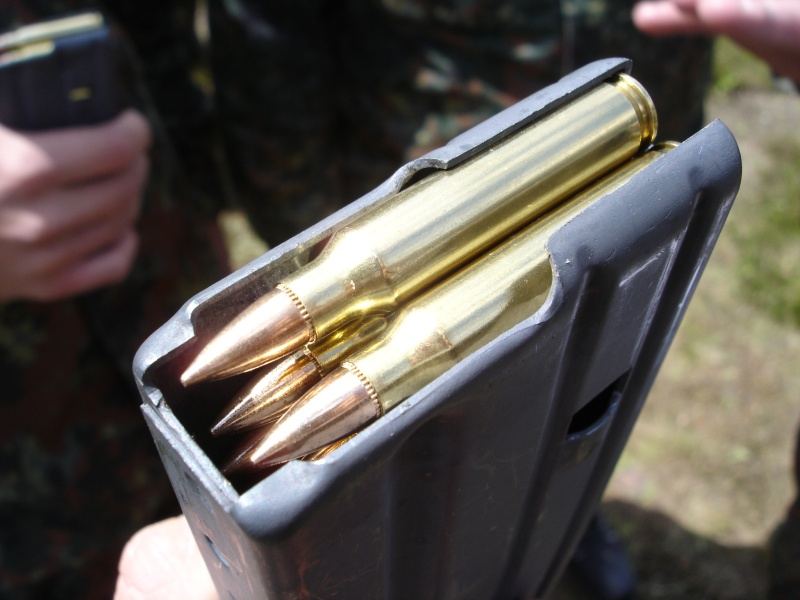
Caricatore STANAG pieno
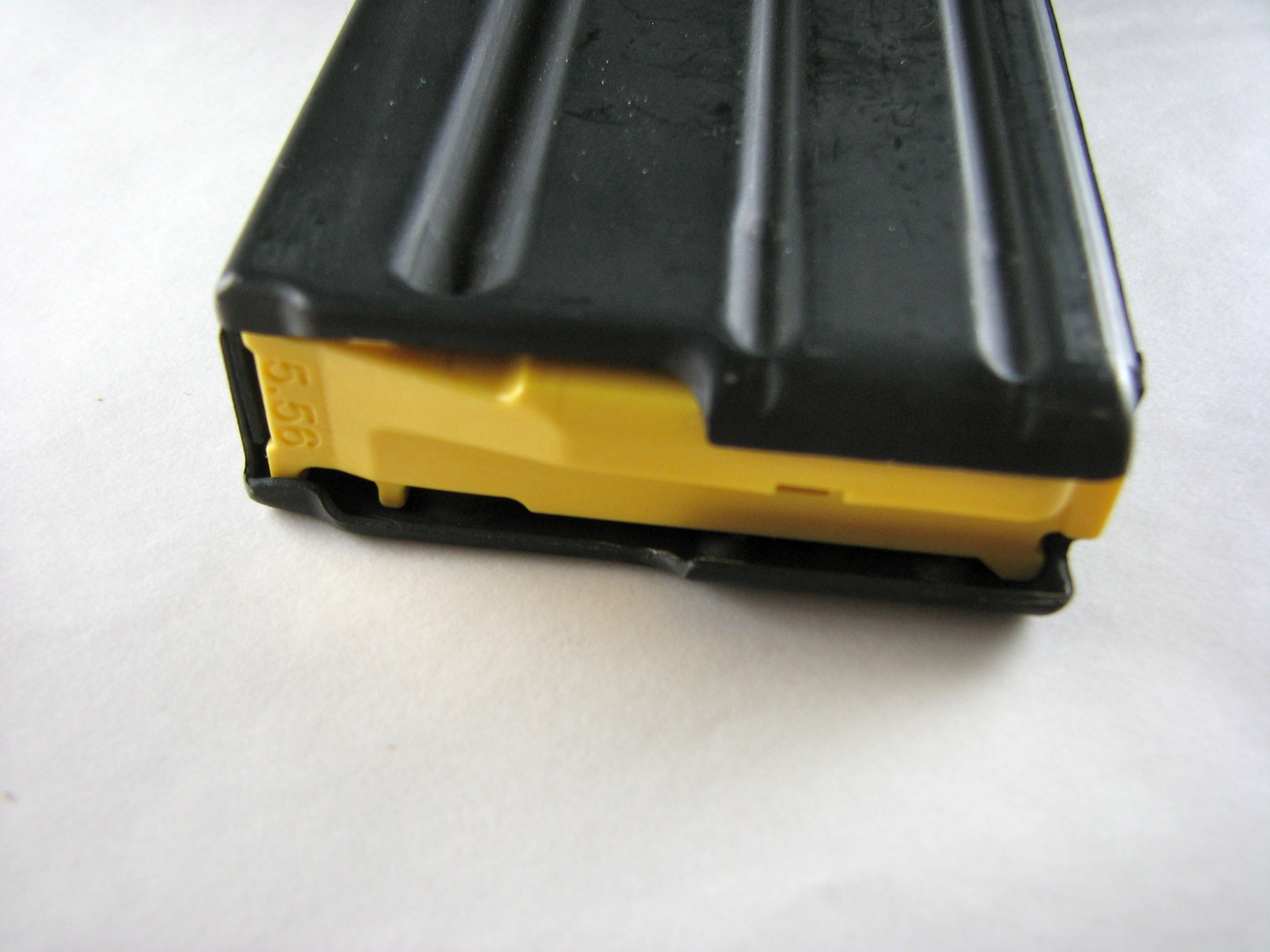
Elevatore (in giallo)
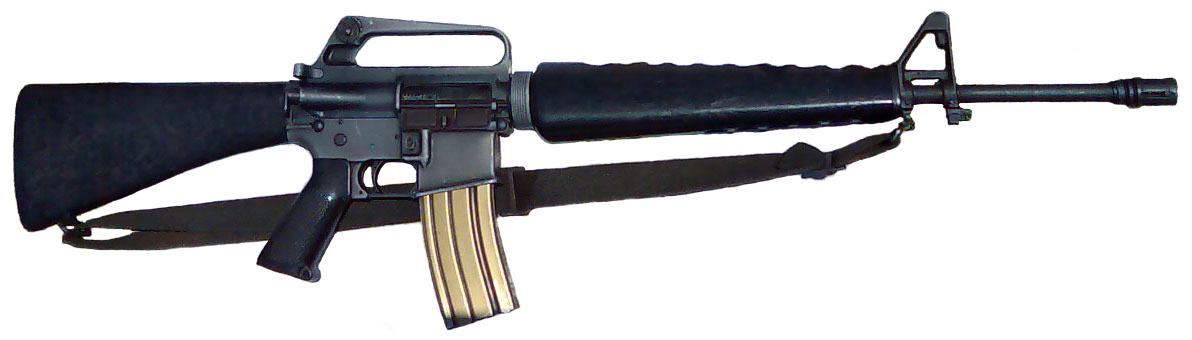
M16A1 con caricatore STANAG da 30 colpi
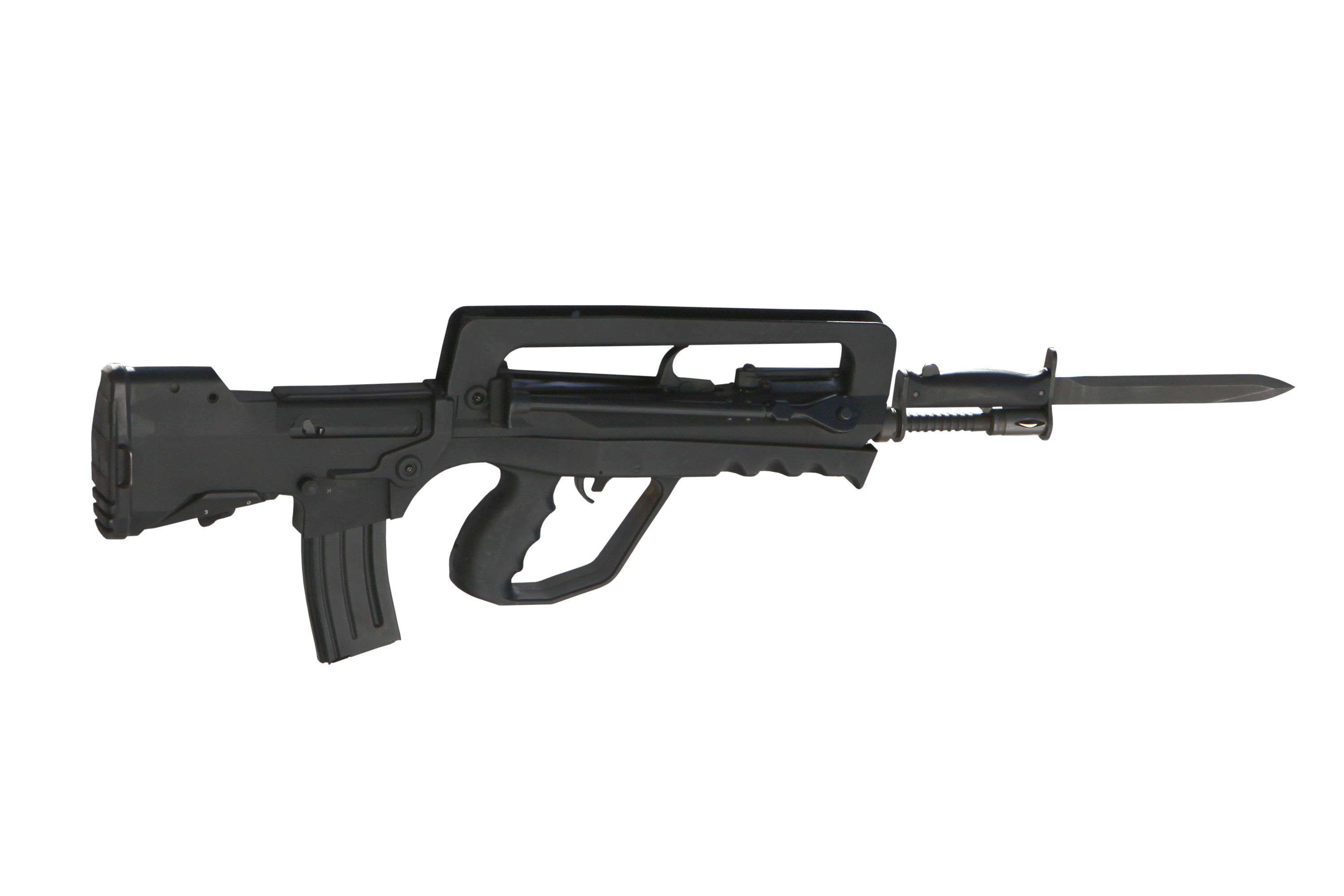
FAMAS G-2 con caricatore STANAG
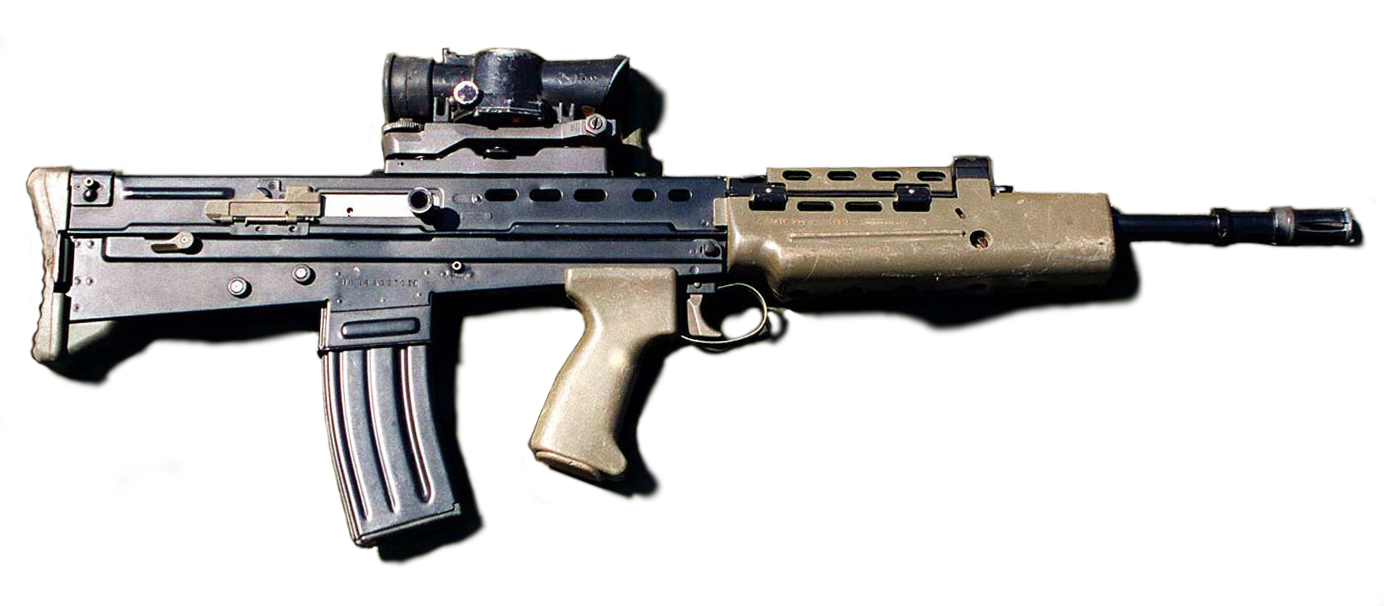
SA80 con caricatore STANAG
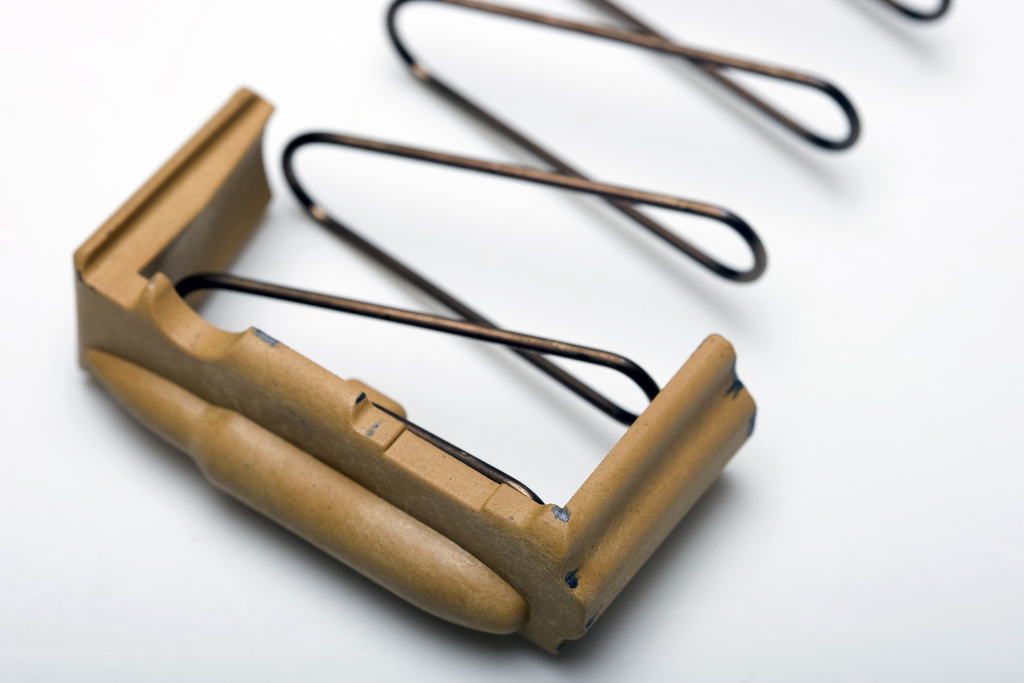
Elevatore tan migliorato per il fucile M16
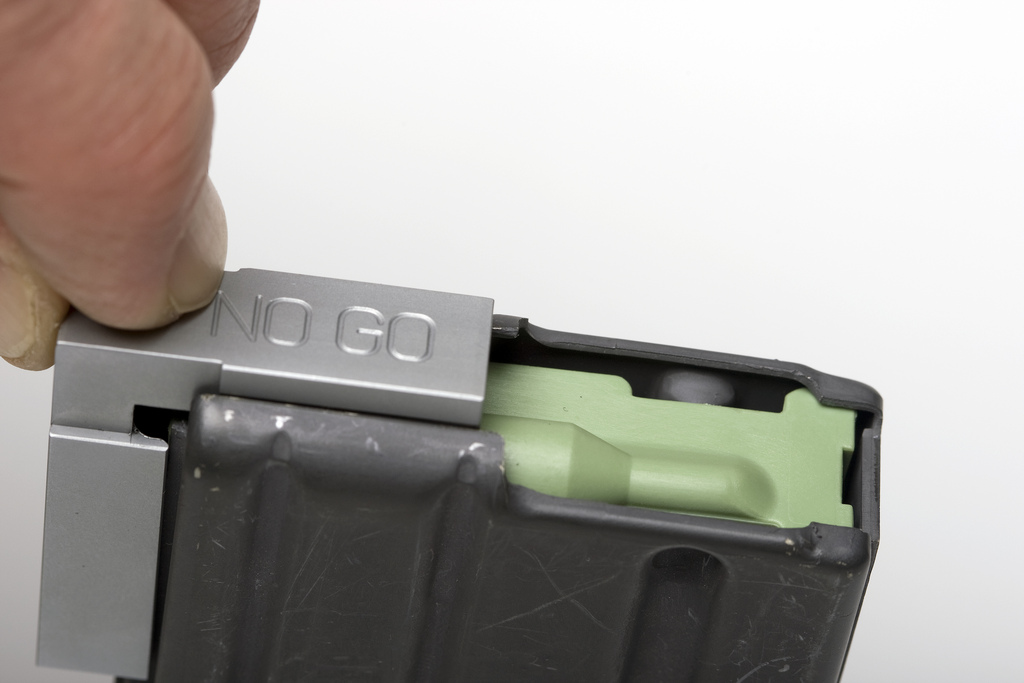
La Feed Lips Wear Tool (attrezzo di misurazione dell'usura delle labbra del caricatore) per l'ispezione di caricatori STANAG
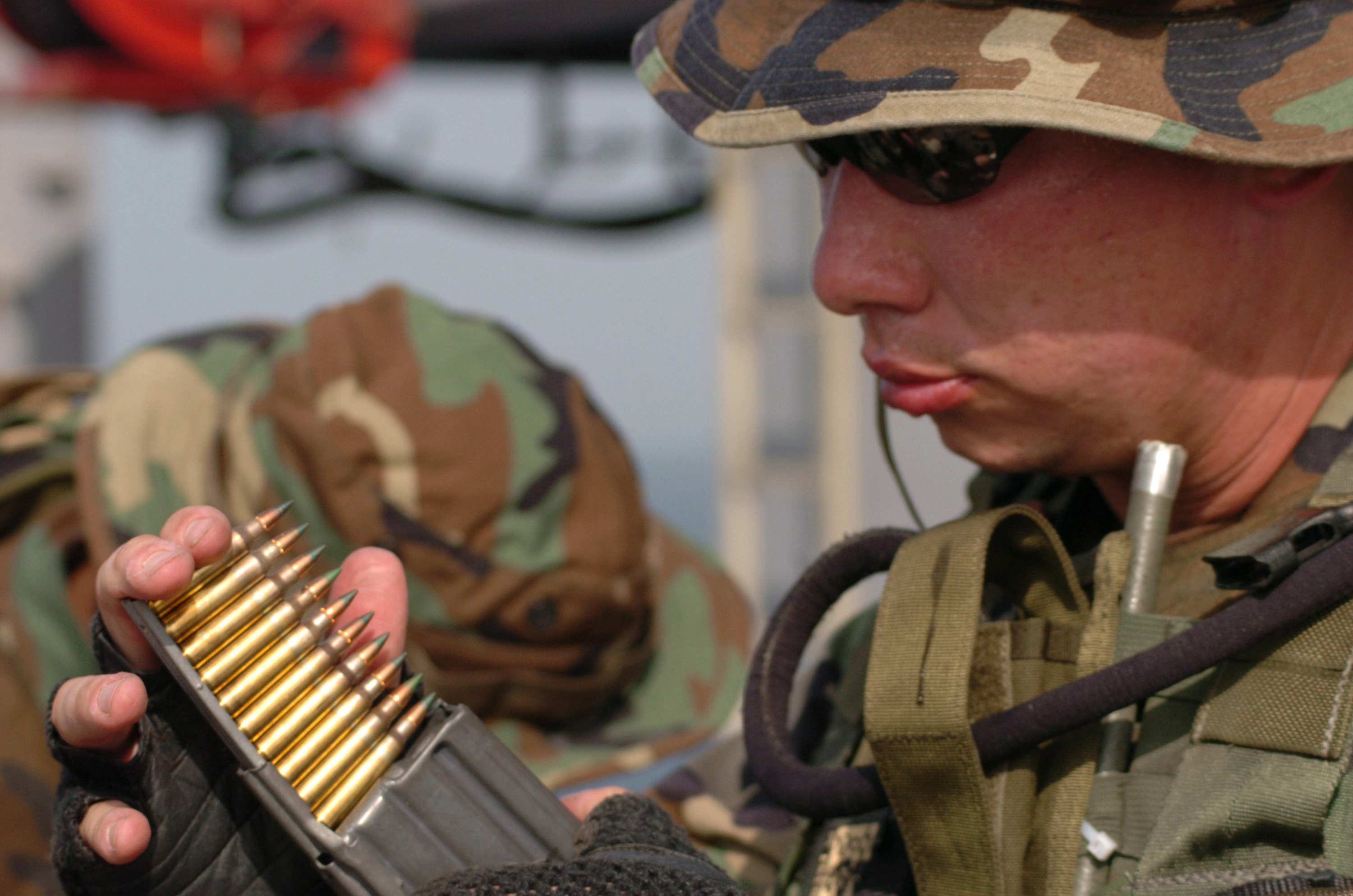
Soldato statunitense riempie un caricatore STANAG con una stripper clip e attrezzo di ricarica
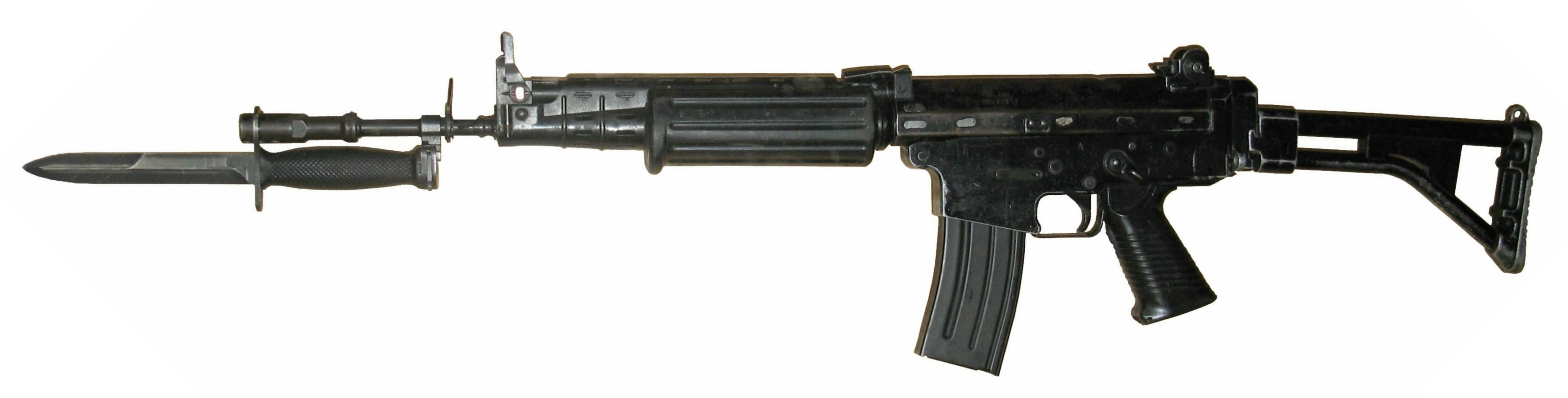
FN FNC con caricatore STANAG
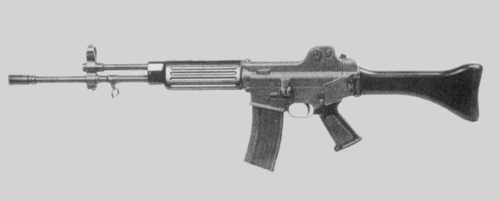
Daewoo K2 con caricatore STANAG
Diagramma di un caricatore STANAG Beta C-Mag
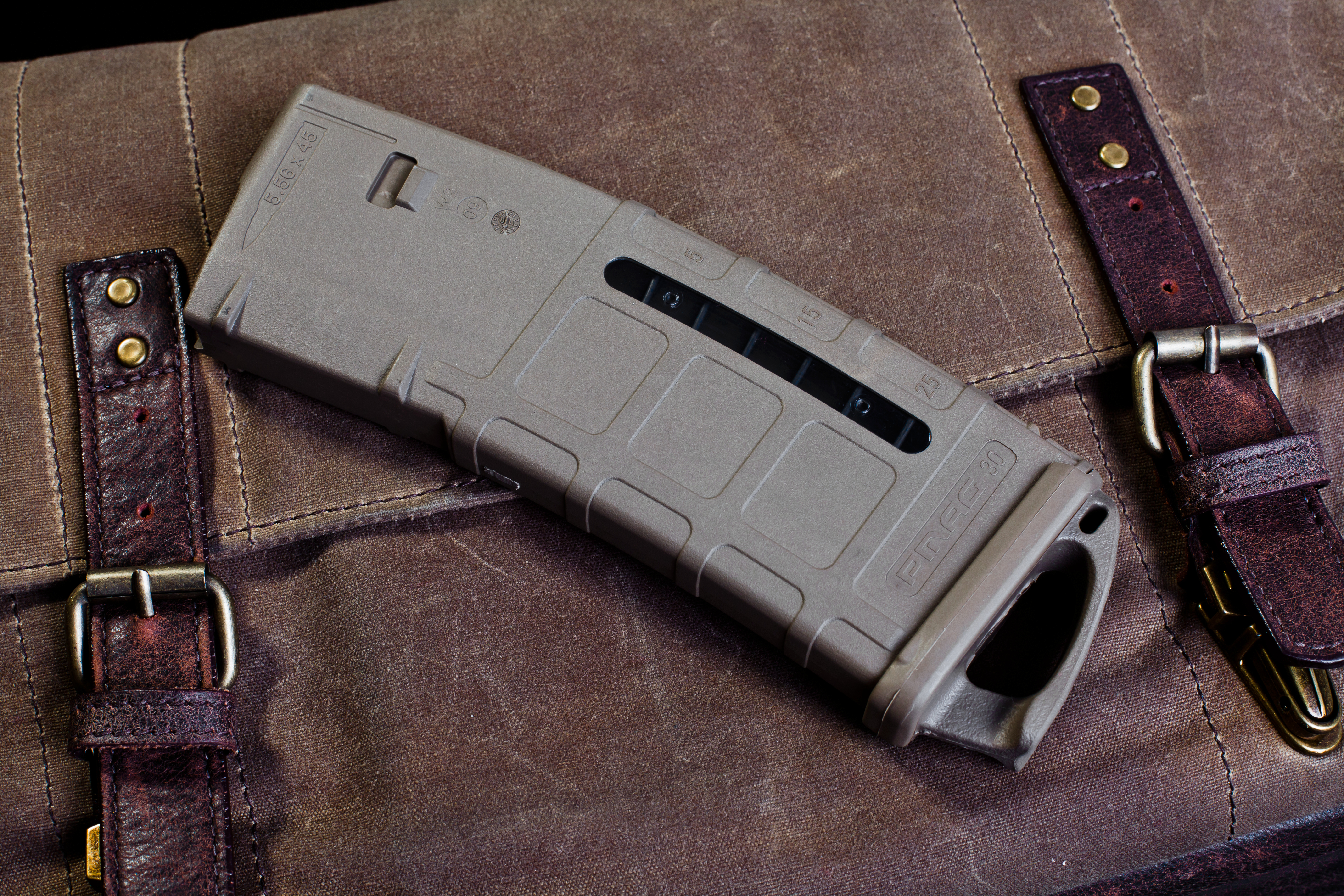
Caricatore STANAG per Magpul PMAG da 30 colpi
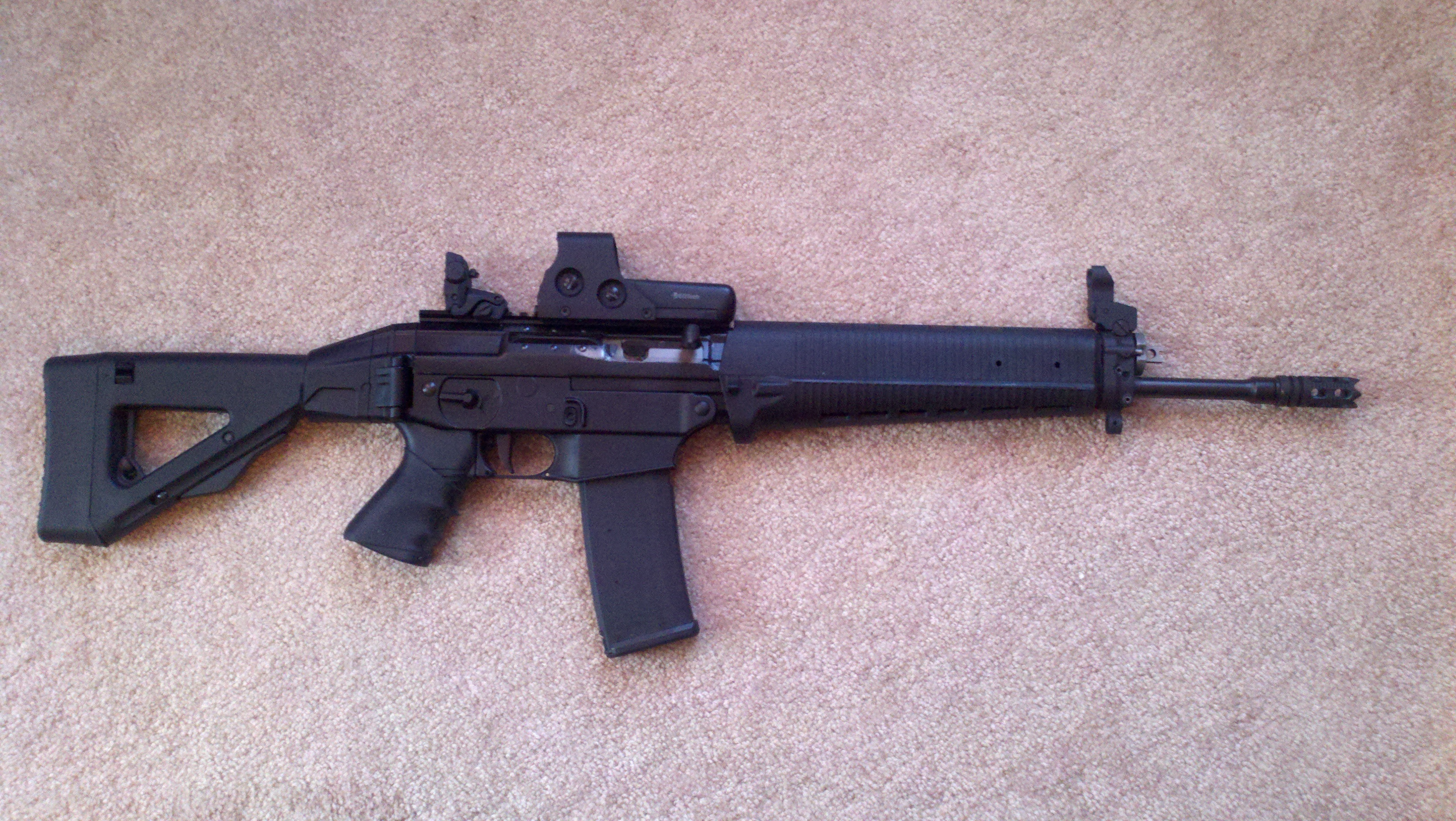
SIG 556 con caricatore STANAG
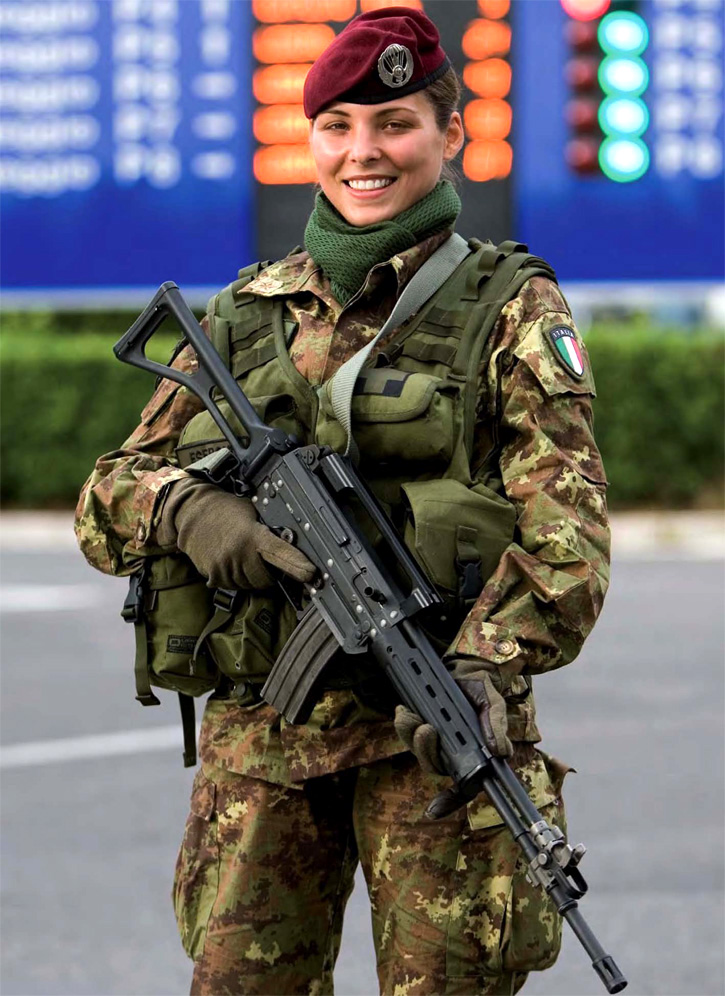
Beretta AR 70/90 con caricatore STANAG
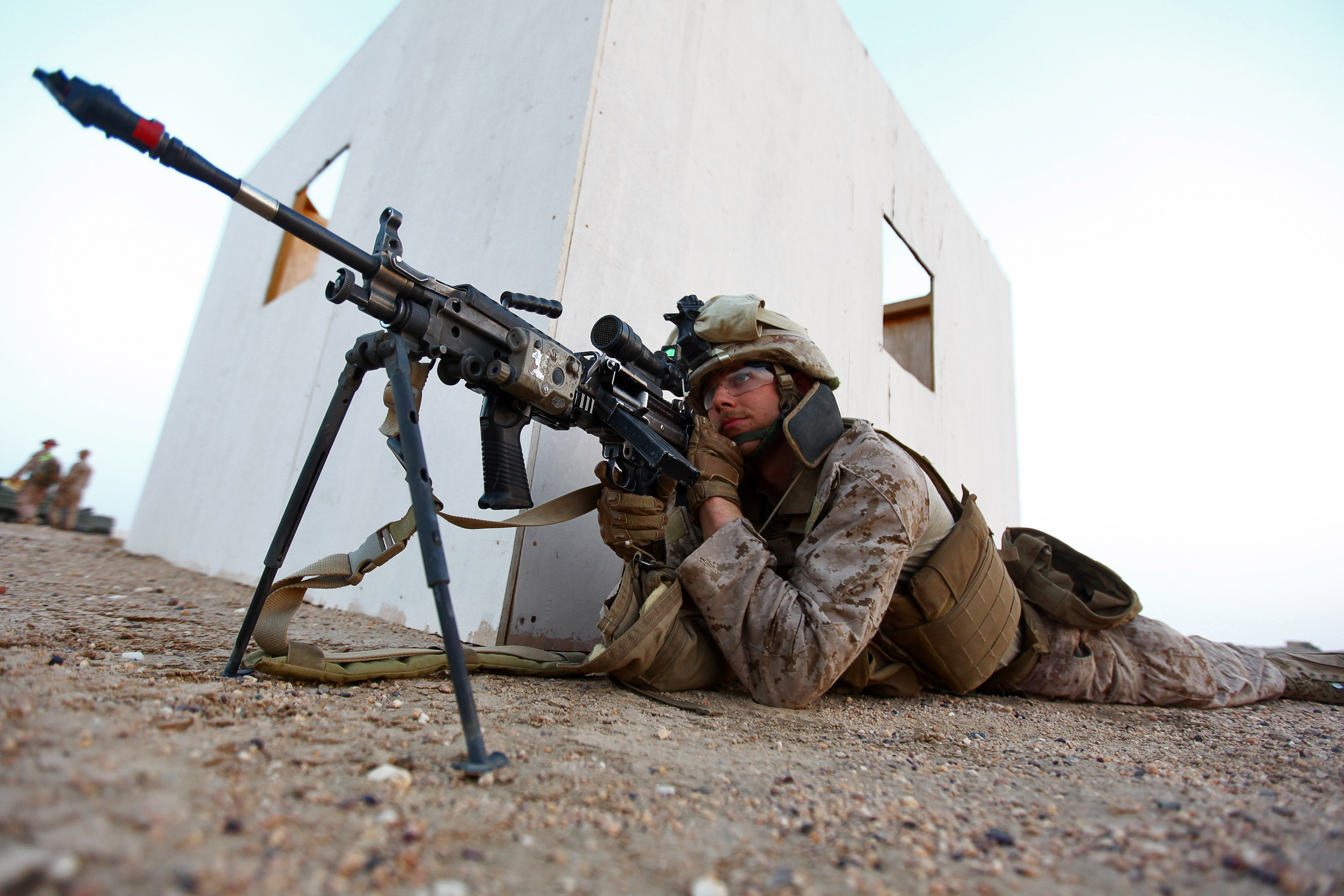
Un Marine statunitense con un'M249 SAW con caricatore STANAG

## Armi compatibili

### Fucili tipo AR-15/M16
- ArmaLite AR-15
- Barrett REC7 - la cartuccia 6,8 mm Remington SPC, essendo di lunghezza comparabile al 5,56 NATO, può essere usato da caricatori STANAG.
- Colt M16
- Colt M4
- Diemaco C7
- Diemaco C8
- Heckler & Koch HK416
- Norinco CQ
- Remington R-15
- Ruger SR-556
- Special Operations Assault Rifle
- Safir T-15, T-16 and T-17
- SIG 516
- Smith & Wesson M&P15
- Type 86
- Type 91
- Z-M Weapons LR 300
- Maxim Defense PDX 5.56 NATO

### Altri
- Bushmaster ACR
- Armalite AR-180B
- Beretta AR 70/90
- Beretta ARX-160
- Beretta Rx4 Storm
- Bernardelli VB-SR
- Bofors Carl Gustaf Ak 5
- Bushmaster M17S
- CETME Model L
- Daewoo K1
- Daewoo K2
- Daewoo K3
- Daewoo K11
- EMERK
- FAD assault rifle
- FAMAS G2
- FN F2000
- FN FNC
- FN Minimi/M249 SAW
- FN SCAR-L
- Heckler & Koch G41
- Heckler & Koch G36 (tramite adattatore)
- Howa Type 89
- IMBEL MD2
- IMI Galil (tramite adattatore)
- IMI Negev
- IMI Tavor TAR-21
- Kel-Tec PLR-16
- Kel-Tec SU-16
- Khaybar KH2002
- LAPA FA-03
- LWRC M6
- Magpul PDR
- MSAR STG 556 "E4 Model"
- MSBS Radon
- Marine Scout Sniper Rifle (Filippine)
- Mossberg MVP
- Norinco QBZ-97
- Norinco Type 03 (fucile d'assalto) (modello da export)
- Pindad SS1
- Pindad SS2
- Pindad SS3
- Remington Model 7615P "Police Patrol Rifle"
- Robinson Armaments M-96 "Expeditionary Rifle"
- Robinson Armaments XCR
- Rung Paisarn RPS-001
- SA80
- SAR-21 (modello da export)[10]
- SAR-80
- SR-88
- SIG SG 556
- Sterling SAR-87
- Steyr AUG (usabile solo con il calcio NATO STANAG esclusivamente destrimano) Archiviato il 25 febbraio 2021 in Internet Archive.[11]
- Leader T2 MK5 rifle
- Type 65
- VB Berapi LP06
- VHS
- Wz. 1996 Beryl (tramite adattatore)[collegamento interrotto]
- Type XT-97
- XM29 OICW